# Nucula delphinodonta
Nucula delphinodonta är en musselart som beskrevs av Jesse Wedgwood Mighels och C. B. Adams 1842. Nucula delphinodonta ingår i släktet Nucula och familjen nötmusslor. Inga underarter finns listade i Catalogue of Life.